# انتخابات الرئاسة الناميبية 2014
انتخابات الرئاسة الناميبية 2014 هي الانتخابات الرئاسية التي جرت في 28 نوفمبر 2014، في ناميبيا، لانتخاب رئيس ناميبيا، فاز بالانتخابات هاكه كينكوب.

## المرشحين
| المرشح      | الحزب | عدد الأصوات |
| ----------- | ----- | ----------- |
| هاكه كينكوب |       |             |